# Classe Oste
La classe Oste est constituée de navires de renseignement d'origine électromagnétique de la marine allemande. Officiellement désignés comme navires de service de flotte, ils ont remplacé ceux de la classe de type 422.
Les logements de l'équipage ont été conçus selon les normes civiles et la classe Oste offre beaucoup plus de confort à l'équipage que les autres navires de la marine allemande.

## Liste des navires
| Navire | Numéro | Indicatif | Mise en service  |
| ------ | ------ | --------- | ---------------- |
| Oste   | A52    | DRHH      | 30 juillet 1988  |
| Oker   | A53    | DRHG      | 10 novembre 1988 |
| Alster | A50    | DRHF      | 5 octobre 1989   |

Les navires ont été construits à Flensburger Schiffbau-Gesellschaft à Flensburg.
Tous les navires sont actuellement basés à Eckernförde et appartiennent au 1st Ubootgeschwader (en) (1er escadron de sous-marins) stationné à Eckernförde. Les navires ont reçu le même nom et le même numéro de fanion que les trois navires de type 422 qu’ils ont remplacés. Pour éviter la confusion, les noms de navires sont parfois suffixés d'un II.
Oker aurait été aperçu près de la côte syrienne en août 2012,.
Plus tard, il fut vu à Greenwich, Royaume-Uni en février 2017.